# Comuna Botoșana, Suceava
Botoșana este o comună în județul Suceava, Bucovina, România, formată numai din satul de reședință cu același nume.

## Obiective turistice
- Biserica de lemn din Botoșana - monument istoric datând din anul 1810
- Stejarul Secular din Botoșana - Stejarul din Botoșana este simbolul comunei și este situat în centrul localității și pare să vegheze satul ca un adevărat străjer neobosit de trecerea anilor. Vârsta acestuia nu se cunoaște cu exactitate, dar datările cercetătorilor au stabilit o vechime de 450-500 de ani. Arborele face parte din specia „Quercus Robur”, are diametrul tulpinii de trei metri și o înălțime de 17 metri și jumătate. Coronamentul este larg și bogat și ajunge la 23 de metri în diametru și acoperă o treime din înălțimea totală. Stejarul secular a fost declarat monument al naturii, este ocrotit de lege și este în patrimoniul natural al României. Arborele se află în clasamentul celor mai mari stejari din România, alături de cel din Cajvana și cel din Țebea, și este printre cei mai vechi arbori din specia sa din Europa.

Legendele locale, transmise din tată în fiu, povestesc că stejarul există încă de pe vremea lui Ștefan cel Mare. Se spune că, într-o călătorie a domintorului de la Cetatea de Scaun la Mănăstirea Putna, obosit fiind, Ștefan-Vodă a poposit la umbra sa timp de câteva ceasuri și a admirat falnicul copac.
Pentru botoșăneni este o datorie morală ca acesta să fie îngrijit și valorificat ca obiectiv turistic, sarcină transmisă și generațiilor următoare. Copiii și tinerii din localitate trebuie să-l respecte că simbol și emblemă a comunității și să nu uite că „îngrijind un pom, te păstrezi om”.
”hei stejar, stejar bătrân,
spune-ne la umbra ta,
cine și-a cântat doina,
doina noastră din străbuni,
pe la vatră, pe la stâni”. (fragment din “Balada satului Botoșana”)

## Demografie
Componența etnică a comunei Botoșana
     Români (94,55%)
     Alte etnii (0,26%)
     Necunoscută (5,19%)
Componența confesională a comunei Botoșana
     Ortodocși (89,44%)
     Penticostali (5,06%)
     Alte religii (0,09%)
     Necunoscută (5,41%)
Conform recensământului efectuat în 2021, populația comunei Botoșana se ridică la 2.292 de locuitori, în creștere față de recensământul anterior din 2011, când fuseseră înregistrați 2.144 de locuitori. Majoritatea locuitorilor sunt români (94,55%), iar pentru 5,19% nu se cunoaște apartenența etnică. Din punct de vedere confesional, majoritatea locuitorilor sunt ortodocși (89,44%), cu o minoritate de penticostali (5,06%), iar pentru 5,41% nu se cunoaște apartenența confesională.

## Politică și administrație
Comuna Botoșana este administrată de un primar și un consiliu local compus din 11 consilieri. Primarul, Andrei-Tudorel Sticleț[*], de la Alianța Dreapta Unită, este în funcție din 1 noiembrie 2024. Începând cu alegerile locale din 2024, consiliul local are următoarea componență pe partide politice:
|  | Partid                                     | Consilieri | Componența Consiliului | Componența Consiliului | Componența Consiliului | Componența Consiliului | Componența Consiliului |
|  | ------------------------------------------ | ---------- | ---------------------- | ---------------------- | ---------------------- | ---------------------- | ---------------------- |
|  | Partidul Național Liberal                  | 5          |                        |                        |                        |                        |                        |
|  | Alianța Dreapta Unită                      | 4          |                        |                        |                        |                        |                        |
|  | Partidul Social Democrat                   | 1          |                        |                        |                        |                        |                        |
|  | Partidul Național Țărănesc Maniu-Mihalache | 1          |                        |                        |                        |                        |                        |

## Recensământul din 1930
Componența etnică a comunei Botoșana
     Români (97,8%)
     Polonezi (1,5%)
     Altă etnie (0,7%)
Componența confesională a comunei Botoșana
     Ortodocși (97,25%)
     Romano-catolici (1,5%)
     Adventiști de ziua a 7-a (0,87%)
     Altă religie (0,38%)
Conform recensământului efectuat în 1930, populația comunei Botoșana se ridica la 2453 locuitori. Majoritatea locuitorilor erau români (97,8%), cu o minoritate de polonezi (1,5%). Alte persoane s-au declarat: germani (9 persoane), evrei (4 persoane), ruteni (6 persoane). Din punct de vedere confesional, majoritatea locuitorilor erau ortodocși (97,25%), dar existau și romano-catolici (1,5%) și adventiști (0,87%). Alte persoane au declarat: greco-catolici (7 persoane) și mozaici (4 persoane).